# Jardín Botánico Fundación André Heller
El Jardín Botánico Fundación André Heller (en italiano: Giardino Botanico Fondazione André Heller también conocido como Giardino Botanico Arturo Hruska), es un jardín botánico de 8.094 m² (2 acres) de extensión, dependiente administrativamente de la Fundación André Heller, situado en Gardone Riviera, Italia. 

## Localización
Se ubica en los terrenos de la Fundación André Heller sobre el Lago Garda.
Giardino Botanico Fondazione André Heller, via Roma, Gardone Riviera, Provincia de Brescia, Lombardia, Italia.
Planos y vistas satelitales.45°37′0″N 10°34′0″E / 45.61667, 10.56667
Abre al público en los meses cálidos del año.

## Historia
Fue creado en el 1901 por iniciativa de Arturo Hruska, un dentista austriaco, quién entre 1910 y 1971 coleccionó una gran cantidad de especies vegetales en los terrenos de su villa, organizada como un denso bosque de bambú, estanques de estilo Japonés, arroyos, y cascadas, además de plantas alpinas en barrancos. 
Desde 1988 ha sido propiedad del artista André Heller, y actualmente alberga una colección de interesantes esculturas de Keith Haring, Roy Lichtenstein, y otros artistas de reconocimiento internacional. 

## Colecciones
En sus colecciones de plantas hay unas 500 especies incluyendo cactus, edelweiss, helechos tal como Osmunda regalis, magnolias, orquídeas, lirios de agua, y numerosos árboles.